# Ринкова церква (Гановер)
Ринкова церква Св. Георга і Св. Якоба (нім. Marktkirche St. Georgii et Jacobi) — головна лютеранська кірха Ганновера. Побудована в XIV столітті, разом з більш пізньою будівлею Старої ратуші Ганновера – створює ансамбль Ринкової площі, виконаний у стилі «цегляна готика».
Будівля була серйозно пошкоджена під час авіанальотів у 1943 році і відновлена до 1952 року. Висота західної вежі церкви становить 98 метрів зі шпилем.